# Pierre Aubert (1642-1733)
Pour les articles homonymes, voir Pierre Aubert.
Pierre Aubert, né le 9 février 1642 à Lyon et mort le 19 février 1733 à Lyon, est un avocat français et membre de l'Académie des sciences, belles-lettres et arts de Lyon.

## Biographie
Pierre Aubert se distingue dès l’âge de 16 ans en rédigeant son premier roman « Retour de l’île d’amour », inspiré de sa lecture du roman « Voyage de l'Ile d’amour », que son père a publié à son insu.
Après un doctorat en droit, il devient avocat puis juge du tribunal de conservation des privilèges des foires de Lyon. Il est nommé Échevin de la ville de Lyon en 1700.
En 1731, il prend la décision de léguer sa bibliothèque à la ville de Lyon, une collection qui contient entre 30 000 et 40 000 ouvrage. Il obtient en échange de ce don une pension qu'il touchera jusqu'à sa mort deux ans plus tard. Cette collection permet la fondation de la bibliothèque à l’hôtel de Fléchère.

### Sociétés savantes
Pierre Aubert devient le 16e membre de l’Académie des sciences, belles-lettres et arts de Lyon à partir de 1705. Il en est le président durant 4 années : une première fois en 1714, puis en 1720, 1721 et 1726.

## Gallery

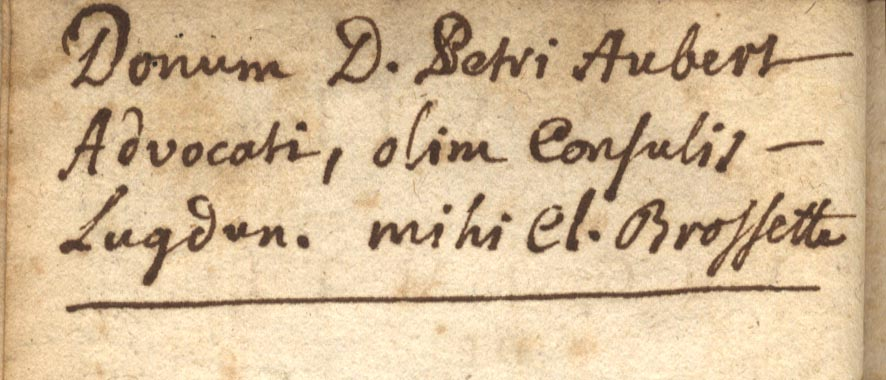
Ex-dono de Pierre Aubert
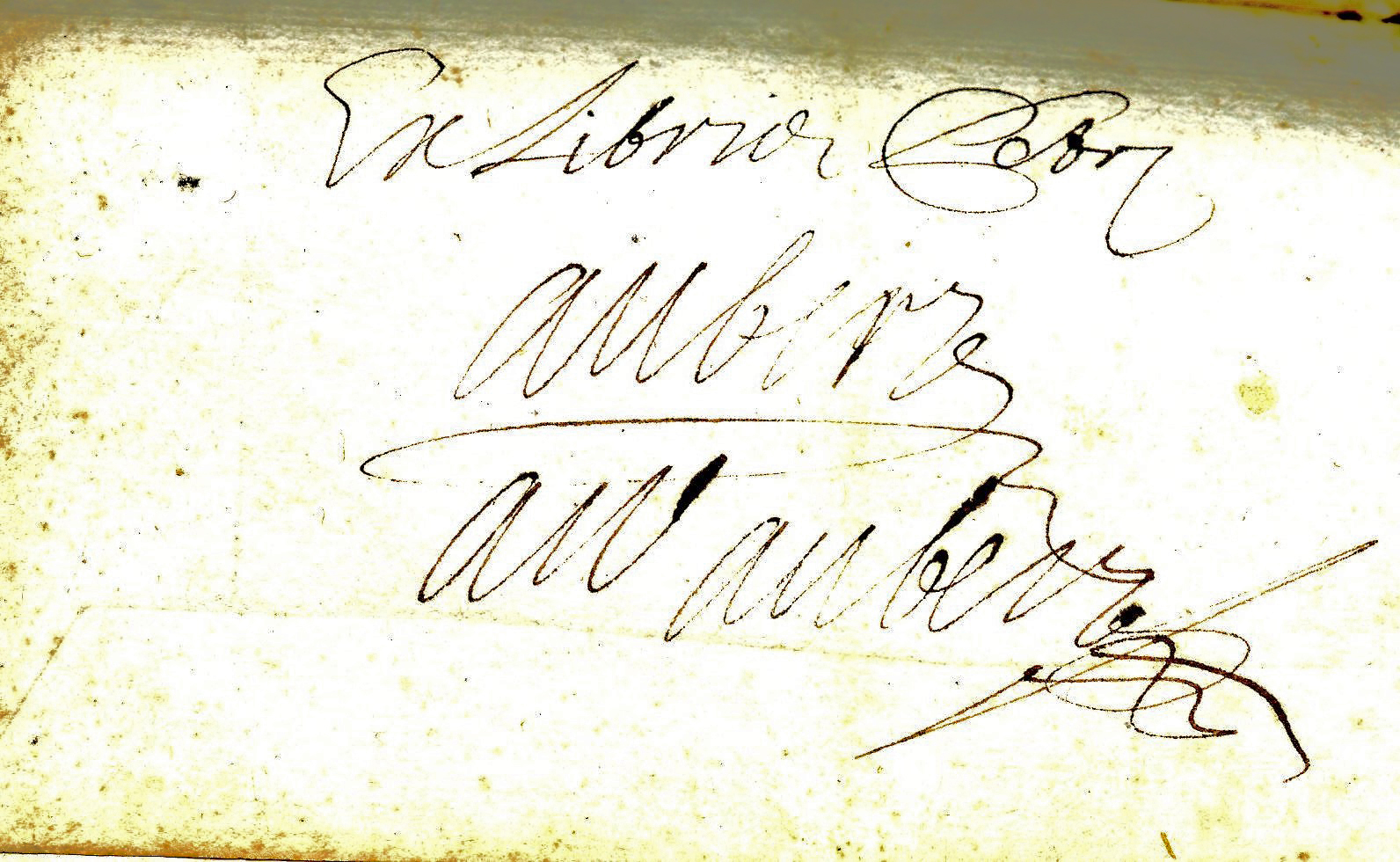
Ex-libris de Pierre Aubert

## Publications
- Recueil de factum sur divers point de droit civil, de coutumes et de discipline ecclésiastique, Lyon : Anisson et Posuel, 1710-1728, 2 vol.
- Dictionnaire de la langue française, ancienne et moderne de Pierre Richelet, augmentée de plusieurs additions d’histoire, de grammaire, de critique, de jurispridence, et d’un nouvel abrégé de la vie des auteurs cités dans tout l’ouvrage, Lyon : Bruyset frères, Paris : J. Estienne ; 1728, 4 vol.